# Claes-Göran Fant
Claes-Göran Lennart Fant, född 28 januari 1951 i Kungsbacka församling i Hallands län, är en svensk militär.

## Biografi
Fant avlade gymnasieexamen 1970 och gjorde sin värnplikt vid Göta luftvärnsregemente, varefter han studerade sociologi vid Stockholms universitet. Han avlade officersexamen på Krigsskolan 1973 och utnämndes samma år till löjtnant vid Göta luftvärnsregemente, där han befordrades till kapten 1976. Han gick den ettåriga Stabskursen vid Militärhögskolan 1981, befordrades till major 1982, tjänstgjorde i en FN-insats 1983, var kompanichef vid Göta luftvärnsregemente 1984–1986 och gick Stabskursen vid Militärhögskolan 1986–1988. År 1991 befordrades han till överstelöjtnant, varefter han var bataljonschef vid Göta luftvärnsregemente 1991–1993 och stabschef vid Initial Operations Planning Group hos OSSE i Wien 1993–1994.
Fant befordrades till överste 1994, var chef för Norrlands luftvärnskår 1994–1997 och studerade vid Försvarshögskolan 1995. Han befordrades till överste av första graden 1997 och var chef för Ledarskapsinstitutionen vid Försvarshögskolan 1997–1998, varpå han var chef för Planeringsavdelningen vid Operationsledningen i Högkvarteret 1998–1999. Han studerade vid Royal College of Defence Studies i Storbritannien 2000 och befordrades samma år till brigadgeneral. Därefter var han chef för Utvecklingsavdelningen i Strategiledningen i Högkvarteret 2001–2002, ställföreträdande chef för Strategiledningen 2002–2004 och chef för Strategiledningen 2004–2007. Fant befordrades till generalmajor 2002 och därefter till generallöjtnant.
Claes-Göran Fant invaldes 1996 som ledamot av Kungliga Krigsvetenskapsakademien.
Claes-Göran Fant är far till Fredrik Fant vid Skaraborgs regemente.[källa behövs]